# イラク関係記事の一覧
イラク関係記事の一覧（イラクかんけいきじのいちらん）

## 戦争関係
- イラク戦争（2003年）
- イラク戦争の年表
- 有志連合
- 対テロ戦争
- 国連決議1284
- 国連監視検証査察委員会 UNMOVIC
- 国際原子力機関 IAEA
- イラク武装解除問題
- 国連決議687
- 大量破壊兵器
- 劣化ウラン弾
- 湾岸戦争（1991年）
- イラン・イラク戦争（1981年 - 1988年）
- ファルージャの戦闘
- 飛行禁止空域 (イラク)
- キャンプ・アシュラーフ（英語版）：ディヤーラー県にあるキャンプで、モジャーヘディーネ・ハルグの本部が存在していることで知られる

## 人名
イラク人の一覧も参照。
- アッシュールバニパル
- サッダーム・フセイン
- ウダイ・サッダーム・フセイン
- クサイ・サッダーム・フセイン
- サージダ・ハイラッラー
- サミーラ・アッ＝シャフバンダル
- サブアーウィー・イブラーヒーム・ハサン
- バルザーン・イブラーヒーム・ハサン
- ワトバーン・イブラーヒーム・ハサン
- ムハンマド・バーキル・ハキーム
- ガートルード・ベル
- ガーズィー・ヤーワル
- イヤード・アッラーウィー
- ジャラル・タラバニ
- ヌーリー・マーリキー
- イブラーヒーム・アル＝ジャアファリー
- サエド・クハリファ

## 政治・社会
- イラク移行政府
- イラク暫定政権
- 連合国暫定当局
- イラク統治評議会
- イラク国民会議
- イラク・ムスリム・ウラマー協会
- 革命指導評議会
- バアス党
- バアス党 (イラク)
- 汎アラブ主義
- シーア派
- スンニー派
- クルド人
- マンダ教
- サービア教徒
- クルド人自治区

## 地名
- イラク
  - バグダード
  - バスラ
  - カルバラー
  - ナジャフ
  - モスル
  - キルクーク
  - アルビール
  - ティクリート
  - サマーワ
  - ファルージャ
- チグリス川
- ユーフラテス川
- クルディスタン
- 中東

## 古代・中世のイラク（メソポタミア）地域の国家
- シュメール
  - ウル
  - ウルク
  - ウンマ
  - エリドゥ
  - キシュ
  - シッパル
  - シュルッパク
  - ニップル
  - ラガシュ
  - ラルサ
- アッカド
  - ニネヴェ
- アッシリア
- バビロニア
  - バビロン
- 新バビロニア
- アケメネス朝
- サーサーン朝
- アッバース朝

## 上記の項目に該当しない記事
- イラクの歴史
- ドーハの悲劇
- バビロン捕囚
- バベルの塔
- ジッグラト
- 楔形文字
- 円筒印章
- ギルガメシュ叙事詩
- ヒエロス・ガモス